# Trichoniscus microps
Trichoniscus microps là một loài chân đều trong họ Trichoniscidae. Loài này được Budde-Lund miêu tả khoa học năm 1906.